# Gyndoides elaphus
Gyndoides elaphus is een hooiwagen uit de familie Gonyleptidae.